# Aphonopelma lanceolatum
Aphonopelma lanceolatum là một loài nhện trong họ Theraphosidae.
Loài này thuộc chi Aphonopelma. Aphonopelma lanceolatum được Eugène Simon miêu tả năm 1891.